# 圣乔治坑

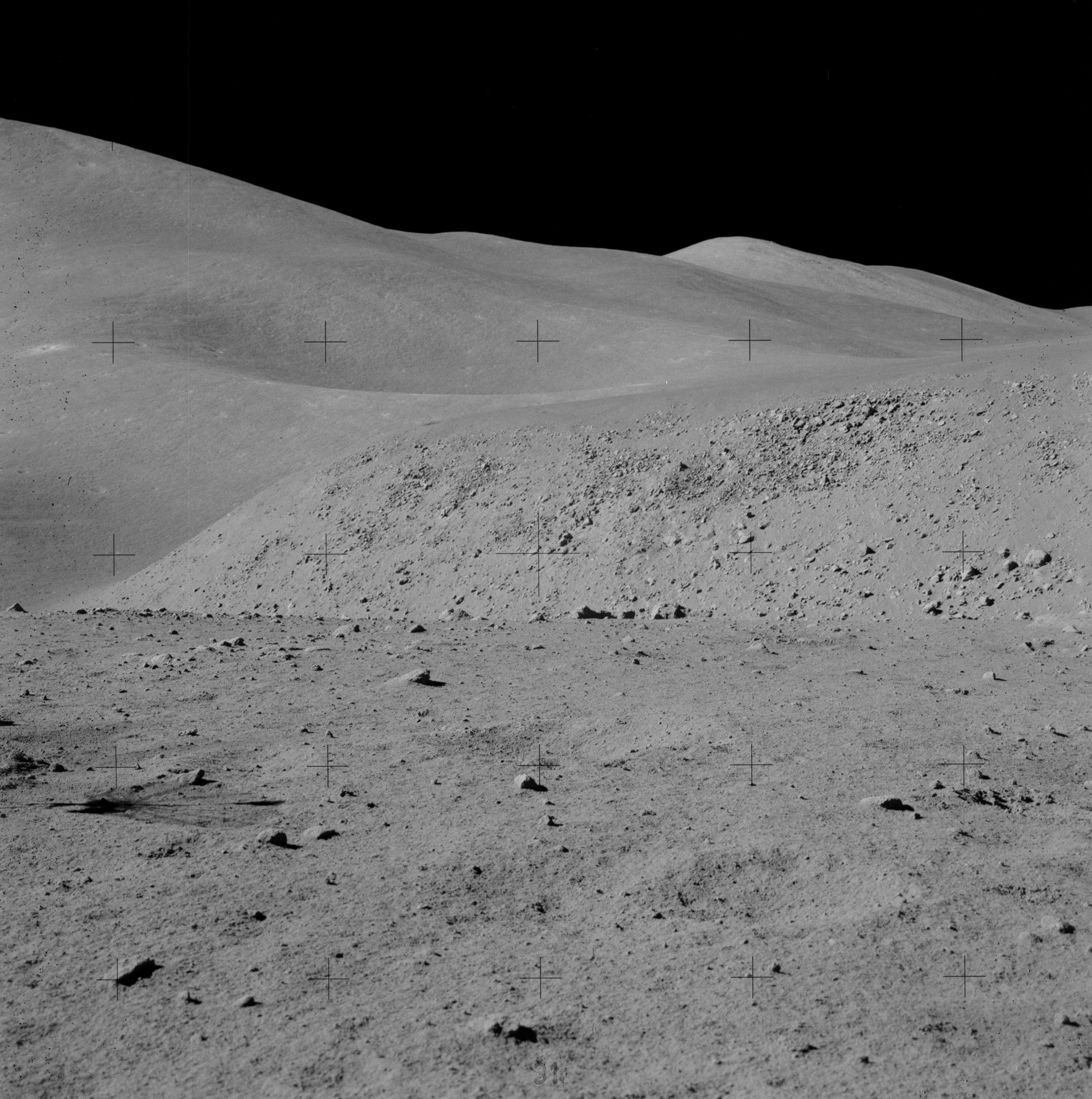
从哈德利月溪（9号科考点）向南看到的圣乔治坑（略偏左上方）

圣乔治坑（St. George ）是月球哈德利-亚平宁区的一座撞击陨石坑。1971年，在阿波罗15号任务第一次舱外活动期间，宇航员大卫·斯科特和詹姆斯·艾尔文曾乘坐月球车驶过疑似它的喷出物覆盖区，他们在该陨坑东北的2号科考点采集了岩样。
圣乔治坑位于哈德利·德尔塔山西侧坡上，距东北的阿波罗15号登月舱着陆点约4公里，它的西北和东北分别坐落了桥梁坑和肘弯坑。
该坑名称于1973年被国际天文联合会正式接受。

## 2号科考点

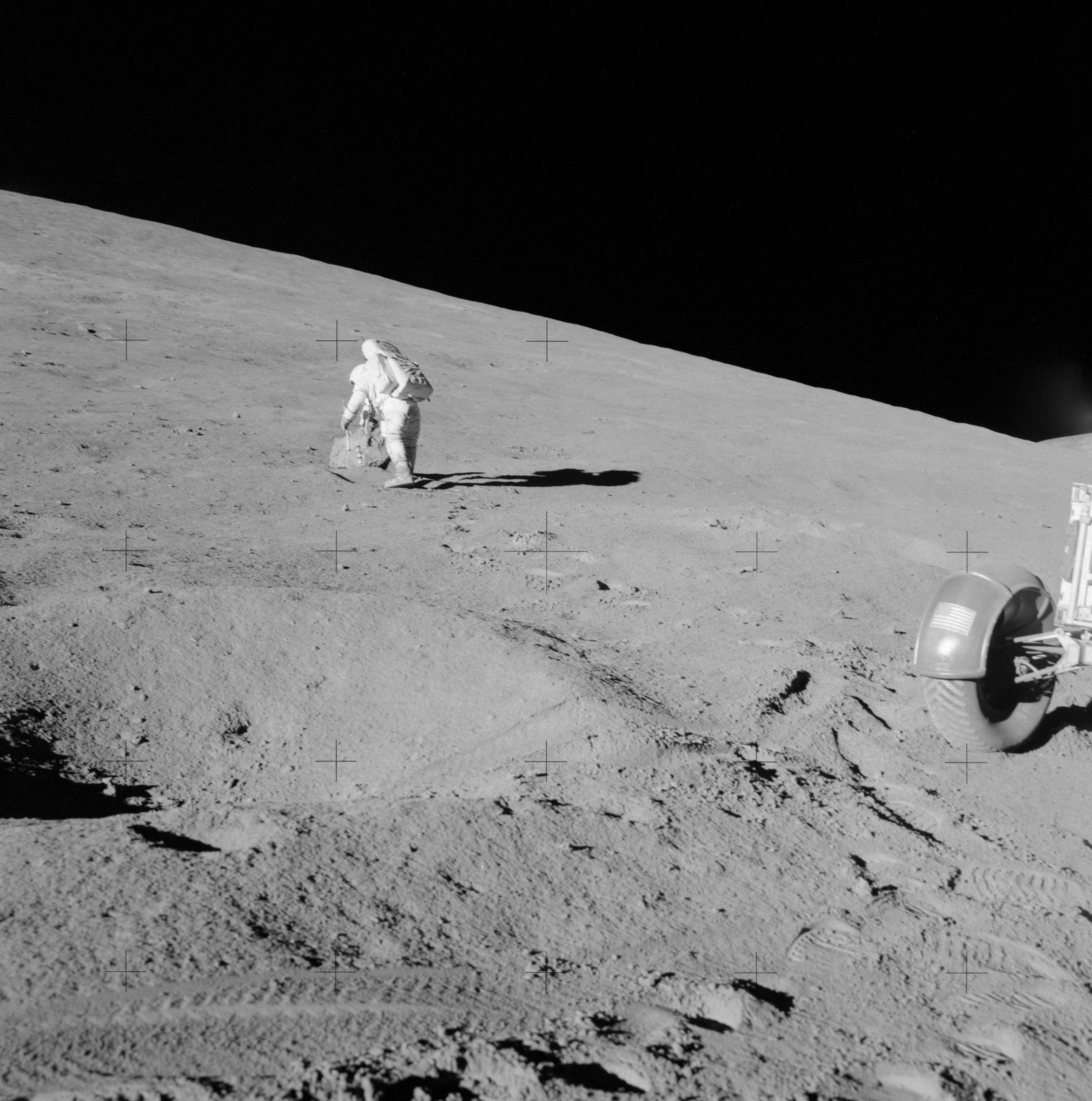
大卫·斯科特正在采集圣乔治坑东北坡下一块巨砾上的岩样
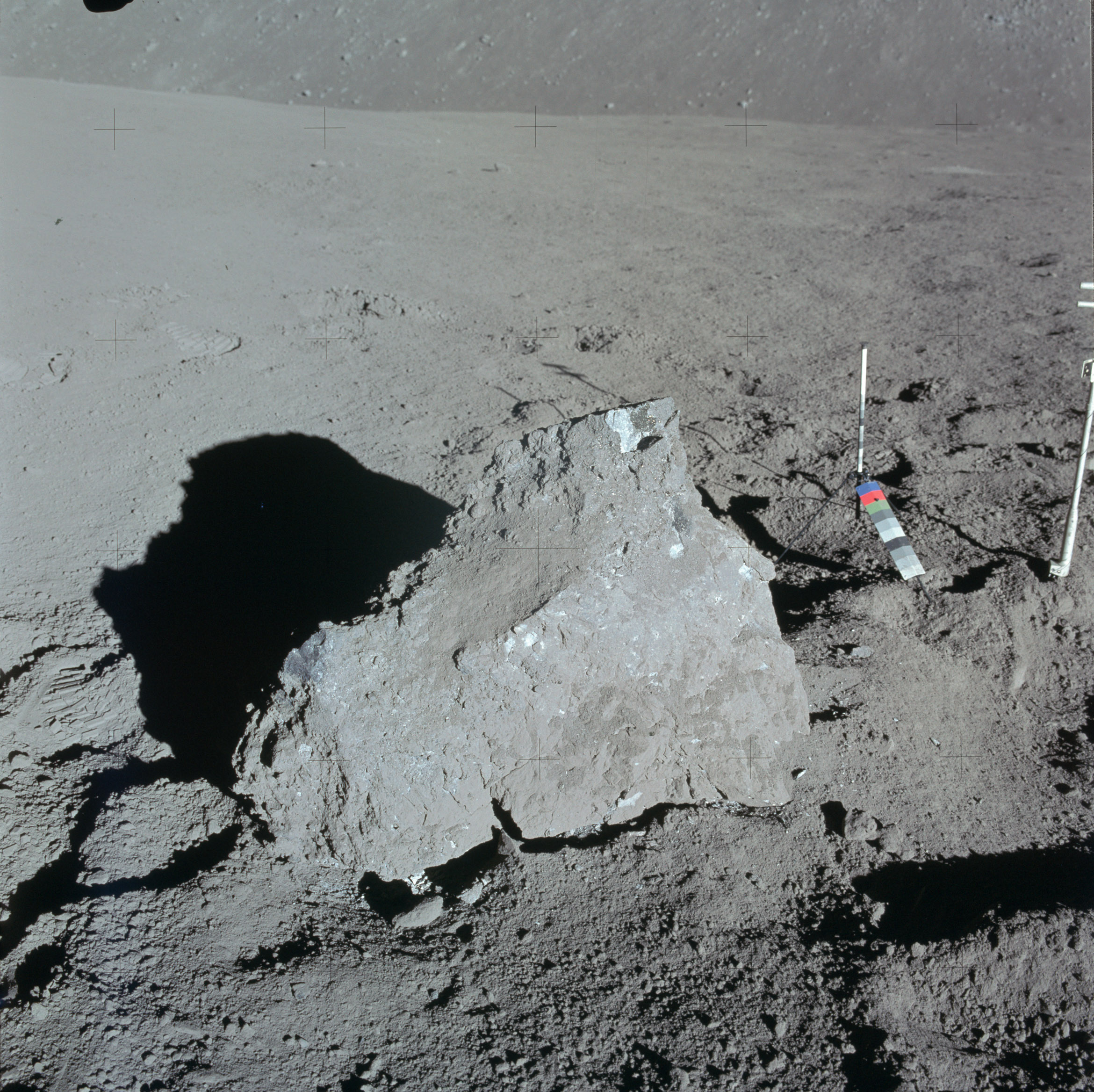
位于2号科考点的巨砾
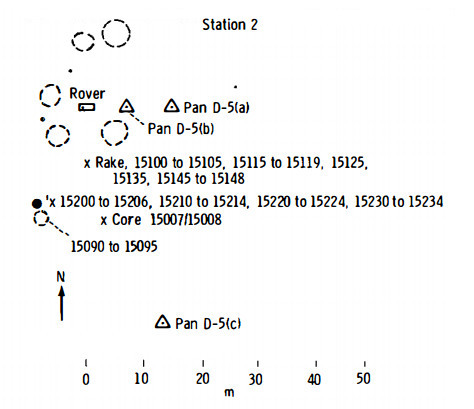
2号科考点平面图[2]。X指示样本位置；5位数字代表LRL的样本数量；矩形表示月球车（小圆点是指电视摄像机）；黑块是大岩石，虚线代表陨石坑环或其他地形特征，而三角形是科考点全景图。